# Henning May
Henning May (ur. 13 stycznia 1992 w Kolonii jako Henning Gemke) – niemiecki muzyk, wokalista zespołu AnnenMayKantereit.

## Życiorys i kariera

### Wczesne lata
Urodził się i wychował w Kolonii. Jego rodzice rozwiedli się, kiedy był kilkuletnim dzieckiem, a opiekę nad nim i jego starszym bratem przejął ojciec, pracujący jako nauczyciel w szkole.  Uczęszczał do szkoły średniej razem z Christopherem Annen i Severinem Kantereit, z którymi w 2011 założył zespół nazwany od ich nazwisk AnnenMayKantereit.

### AnnenMayKantereit
Początkowo wraz z zespołem AnnenMayKantereit grał na ulicach Kolonii. Część  występów zespołu była nagrywana i umieszczane na ich kanale na Youtube założonym w 2012 roku. Pierwszy album studyjny (Alles nix Konkretes) zespół wydał dopiero w 2016 roku. W pierwszym tygodniu po wydaniu był on najlepiej sprzedającym się albumem w Niemczech i w Austrii. Zawierał m.in. utwory Barfuß am Klavier i Pocahontas, które trafiły na niemieckie i austriackie listy przebojów. Kolejne albumy studyjne (Schlagschatten i 12) zespół wydał kolejno w 2018 i w 2020 roku. Od 2014 roku May wraz z zespołem występował na wielu trasach koncertowych i festiwalach rockowych.
Oprócz autorskich utworów nagrywanych w języku niemieckim, zespół AnnenMayKantereit jest znany również z angielskojęzycznych coverów popowych przebojów, często nagrywanych w duecie z innymi wykonawcami, m.in.  - cover utworu Can't Get You Out of My Head Kylie Minogue nagrany wspólnie z zespołem Parcels, uzyskał ponad 60 mln wyświetleń na Youtube. Nagrany w 2019 roku wspólnie z zespołem Giant Rooks cover piosenki Tom's Diner Suzanne Vegi zdobył viralową popularność w marcu 2022 roku, uzyskując 10 mln wyświetleń na TikTok i 48 mln odsłuchań na Spotify, w związku z czym trafił na listy US Spotify Top 100 oraz Viral Charts na Spotify. 

### Inne projekty muzyczne
W 2015 roku May wystąpił gościnnie w utworze Hurra die Welt geht unter niemieckiej grupy hip-hopowej K.I.Z.
W 2019 roku wspólnie z niemiecką raperką Juju nagrał utwór Vermissen. Piosenka zyskała ogromną popularność, znalazła się na pierwszym miejscu niemieckich list przebojów i utrzymywała się na nich przez wiele tygodni. Otrzymała również szereg nagród muzycznych, m.in. 1LIVE Krone w kategorii najlepszy singiel.

### Aktywność społeczna
Poza działalnością artystyczną, piosenkarz jest zaangażowany politycznie i społecznie. Jest członkiem partii Sojusz 90/Zieloni, wystąpił podczas jej obchodów rocznicowych w Berlinie w 2020 roku. Wspiera Młodzieżowy Strajk Klimatyczny, uczestniczył w masowych demonstracjach organizowanych przez MSK we wrześniu 2020 roku. 